# 好人理查號航空母艦
好人理查號航空母艦（英語：USS Bon Homme Richard CV-31）是一艘隸屬於美國海軍的航空母艦，為艾塞克斯級航空母艦的十四號艦。她是美軍第二艘以法文「好人理查」（Bon Homme Richard）為名的軍艦，艦名為美國立國元勳本傑明·富蘭克林的筆名，最早用於美國獨立戰爭時期、法國贈送給約翰·保羅·瓊斯的一艘軍艦。
好人理查號在1943年開始建造，並在1944年下水服役，於1945年參與了即將結束的太平洋戰爭。戰後好人理查號退役停放，在韓戰時期重返現役，先後進行了兩次韓戰巡航，並在期間重編為攻擊航母（舷號改為CVA-31）。1953年好人理查號同時進行SCB-27C及SCB-125現代化改建，增設斜角飛行甲板，然後留在太西洋艦隊服役。
1964年北部灣事件後，好人理查號開始參與越戰，並一共進行了六次巡航。她是美國唯一一艘同時參與了二戰、韓戰及越戰實戰戰鬥的航空母艦。1971年好人理查號退役，並自此封存。罗纳德·里根當政時期，曾提議復修好人理查號，但因成本過高而遭國會否決。好人理查號最終在1989年除籍，並在1992年出售拆解。

## 建造與早年服役
好人理查號在1943年2月1日於布魯克林造船廠開始建造，並在1944年4月29日下水，由老約翰·麥凱恩夫人擲瓶。11月26日，好人理查號服役，並在切薩皮克灣試航。
1945年1月22日，好人理查號離開諾福克海軍基地，前往加勒比海試航，在3月3日返抵新澤西州，作最後檢修。19日好人理查號前往美國西岸，途經巴拿馬運河，到聖地牙哥搭載飛機。4月1日好人理查號運載飛機及乘客到珍珠港，於5日抵達。
接著好人理查號留在夏威夷近海訓練，並在5月21日搭載第91航母航空聯隊（Carrier Air Group 91）；該聯隊原駐於夜戰航空母艦企業號。由於企業號被神風特攻隊重創，而要返國維修，故由好人理查號暫時接替其夜戰航空母艦一職。22日好人理查號前往烏利西，在6月3日抵達，並在近海作夜間訓練，預備到前線作戰。

## 第二次世界大戰與魔毯行動

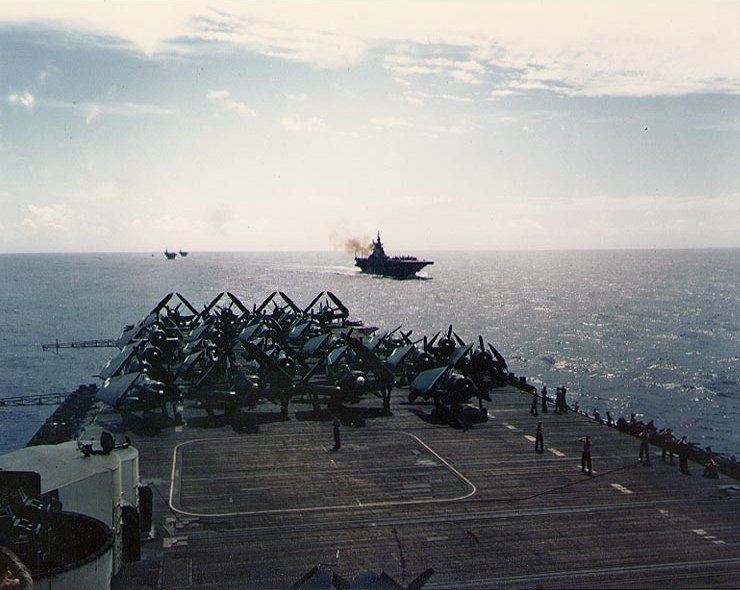
1945年6月，第一分隊正在海上航行。相片由大黃蜂號拍攝，後方為好人理查號及兩艘獨立級輕型航空母艦。日前第一分隊因遭遇颱風，使大黃蜂號及班寧頓號的前部甲板嚴重受損，不久分隊便返回雷伊泰休整維修。

6月4日，好人理查號離開烏利西，前往會合第三艦隊。次日第38特遣艦隊的第一分隊遭到颱風康妮（Typhoon Connie）正面吹襲，使大黃蜂號及班寧頓號的前部飛行甲板嚴重損毀。6日好人理查號加入受創的第一分隊，開始支援沖繩戰役的美軍。由於分隊內兩艘航空母艦無法有效執勤，10日第一分隊及第四分隊一同撤返雷伊泰維修休整，於13日抵達，而美軍於22日基本佔據了沖繩島。
7月1日，第三艦隊離港出發，前往空襲日本本土。好人理查號編入拉德福（Arthur W. Radford）少將的第四分隊，同行艦有旗艦約克鎮號、艦隊旗艦香格里拉號、獨立號及科本斯號。8日艦隊在沖繩外海會合，然後於10日空襲東京。攻擊後艦隊前往東北，欲於13日攻擊本州北部及北海道一帶，但因當日天氣惡劣延誤。
7月14日及15日，天氣好轉，艦隊大舉出擊，以轟炸B-29攻擊距離外的目標；相比沖繩作戰，日軍的反抗輕微，只有少量飛機有升空作戰，且均被擊落。艦隊空襲了室蘭市及函館等地，擊沉橘號，並擊傷柳號，且擊沉或擊傷數十艘運輸艦及汽車渡輪，阻止日軍運煤南下；而美軍及英軍戰艦則在同日炮擊沿岸的大型工廠。16日艦隊到外海補油，並與英國航空母艦（編入美軍第37特遣艦隊）會合。17至18日，艦隊再次空襲東京灣。首日天氣欠佳，空襲幾乎無效；次日天氣稍為好轉，艦隊隨即出擊，並集中攻擊長門號；最終長門號為約克鎮號重傷，一度認為已經擊沉。空襲後艦隊前往日本西南，於21日至22日補油。
7月24日、25日及28日，英美航空母艦艦隊前往轟炸瀨戶內海及吳市，集中攻擊日軍殘存軍艦，單在24日艦隊的出擊數便高達1,747架次，並擊沉伊勢號、日向號、榛名號、利根號、天城號、青葉號、大淀號、磐手號及出雲號；擊傷葛城號、龍鳳號、海鷹號及北上號。
7月31日艦隊出海迴避颱風，於8月初在海上補給。此時尼米茲截獲情報，指日軍正於本州以北集結自殺飛機及部隊，欲突破美軍防線，降落到馬里亞納的B-29基地，命艦隊即時前往攻擊；正當艦隊航行之際，小男孩原子彈於8月6日在廣島上空爆炸。8日艦隊本州北部的機場；同日蘇聯正式向日本宣戰。9日美軍在長崎上空投下胖子原子彈；而艦隊則在9日及10日再次空襲本州，摧毀超過251架轟炸機，擊傷另外141架，使日軍最後反擊破滅。11日艦隊到外海補油；此時日本開始考慮投降條款。12日艦隊迴避颱風，再於13日至15日空襲東京。15日中午，裕仁天皇宣佈日本投降，艦隊即時中止當日的第二波空襲，但繼續攔截接近艦隊的日機。
稍後好人理查號留在日本近岸執勤，搜索陸上美軍戰俘營，並空投補給。9月2日，日本代表在密蘇里號簽署和約，好人理查號派飛機飛越密蘇里號示威，並在接著進入東京灣停泊。
9月21日，好人理查號到近海稍作訓練，在27日前往關島，參與首階段的魔毯行動（Operation Magic Carpet），搭載美軍返國。10月4日好人理查號抵達關島搭載乘客，在次日前往日本外海與約克鎮號會合，然後一同返國，在20日返抵阿拉米達。
10月29日，好人理查號離開三藩市，再次參與魔毯行動，並先到珍珠港改裝，以騰出更多空間接載乘客。11月8日至1946年1月16日，好人理查號一共兩次前往西太平洋，搭載美軍到三藩市。完成任務後，好人理查號前往華盛頓州普吉灣海軍基地，並預備退役。

## 戰後退役與韓戰
1947年1月9日，好人理查號退役，並在後備艦隊封存。1950年6月25日，韓戰爆發，海軍隨即準備將好人理查號重新服役。1951年1月15日，好人理查號重返現役，進入普吉灣海軍船廠維修。

### 絞殺行動與鐵路切斷

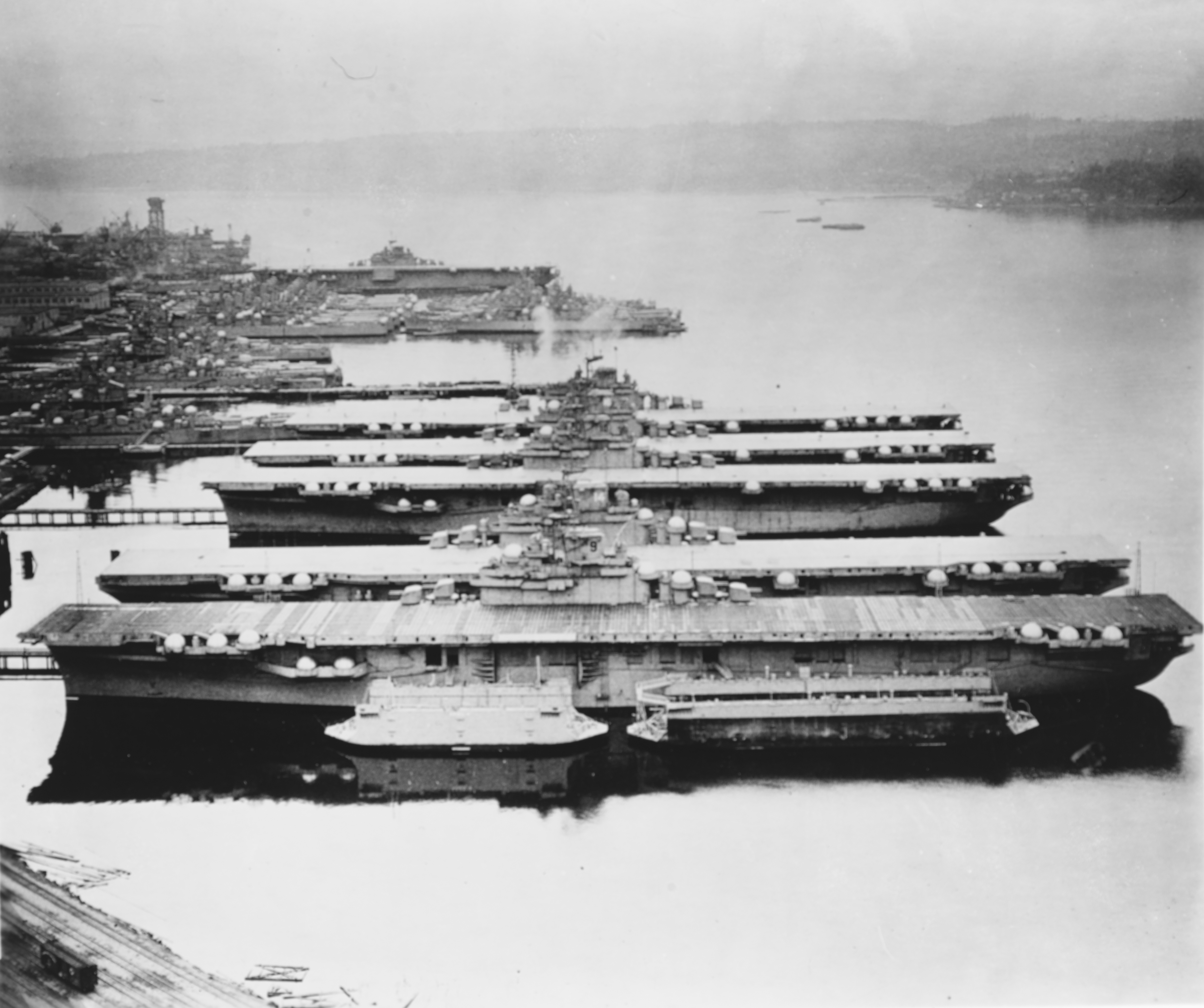
二次大戰後，不少艾塞克斯級成為多餘軍艦，成為所謂的封存艦隊（Mothball Fleet）。由前景數起為艾塞克斯號、提康德羅加號、約克鎮號、列星頓號、碉堡山號及好人理查號。攝於1948年4月23日布雷默頓普吉灣。

1951年2月23日，好人理查號前往阿拉米達搭載航空聯隊，並在近岸試航及訓練，於4月6日返抵普吉灣作最後檢修。5月6日好人理查號進入聖地牙哥港口，搭載第102航空聯隊，於10日前往西太平洋，參與韓戰。好人理查號先前往珍珠港，在5月21日啟程前往橫須賀。航行途中，海軍命好人理查號直接前往朝鮮半島東海岸與美軍第77特遣艦隊會合，以接替即將返國的菲律賓海號。30日好人理查號與拳師號及普林斯頓號等會合，開始執勤。
早前中國人民志願軍發動第五次戰役，大舉進攻東線戰場的第十軍團，但聯合國軍不但成功抵禦攻勢，更逐步向三八線收復失地。到6月初，戰爭已進入僵持階段。為加倍打擊志願軍力量，馬修·李奇微在6月5日下令開始絞殺行動（Operation Strangle），命飛機暫時減少切斷鐵路，將焦點轉移至北韓的公路，並集中攻擊其要害之處（如橋樑、隧道等），以截斷其補給。好人理查號與其他航空母艦開始派飛機攻擊北韓的道路運輸網絡，同時為地面部隊提供空中密接支援。17日好人理查號前往佐世保海軍基地維修，在18日抵達。
6月30日，好人理查號離開佐世保，在7月1日與艦隊會合。艦隊繼續攻擊三八線以北的道路網絡，但志願軍及北韓朝鮮人民軍既可快速搶修道路；又於沿路佈置防空炮，加劇美軍損失；而且道路的彈坑並不能使運輸車隊停駛，使美國無法斷絕地面運輸。除了道路系統，好人理查號繼續派飛機提供密接支援，同時定時派飛機到元山港口上空執勤。28日好人理查號前往橫須賀休整，在30日抵達。
8月8日，好人理查號離開橫須賀，在10日與艦隊會合。艦隊繼續派飛機空襲北韓的道路網絡，及提供空中密接支援。不過20日颱風瑪琦（Typhoon Marge）吹襲朝鮮半島附近海域，天氣連續數日惡劣，使艦隊的出擊數大幅減少。24日艦隊在惡劣天氣下勉強恢復出擊。25日，空軍派B-29轟炸機轟炸羅先市。由於空軍的F-86無法作長距離掩護，艦隊派艾塞克斯號掩護空軍的轟炸機，而好人理查號則在當日集中攻擊清津市附近的公路橋樑。9月5日好人理查號前往橫須賀休整，在7日抵達。
9月17日，好人理查號離開橫須賀，在19日恢復戰鬥。由於絞殺行動成效欠佳，20日美軍暫停絞殺行動，海軍將目標再次改為切斷鐵路，並減少密接支援，以集中攻擊力量。好人理查號開始派飛機攻擊北韓東北部的鐵路網絡，亦多次在夜間派出飛機攻擊。30日好人理查號接替返國的拳師號，擔任特遣艦隊旗艦。好人理查號在海上執勤至10月18日，於20日進入橫須賀港口休整。
10月29日，好人理查號離開橫須賀，在31日與艦隊會合。艦隊航空母艦繼續攻擊北韓各地鐵路網，並派飛機到元山等地執勤。11月11日，李奇薇登上好人理查號，視察海軍飛行員作戰。27日好人理查號的機隊遭到兩架米格-15攻擊，但雙方最終沒有任何損失。29日好人理查號前往橫須賀休整，在30日抵達，並預備返國。12月17日好人理查號返抵聖地牙哥，結束首次韓戰巡航。

### 水豐水庫、工業設施與切羅基攻擊

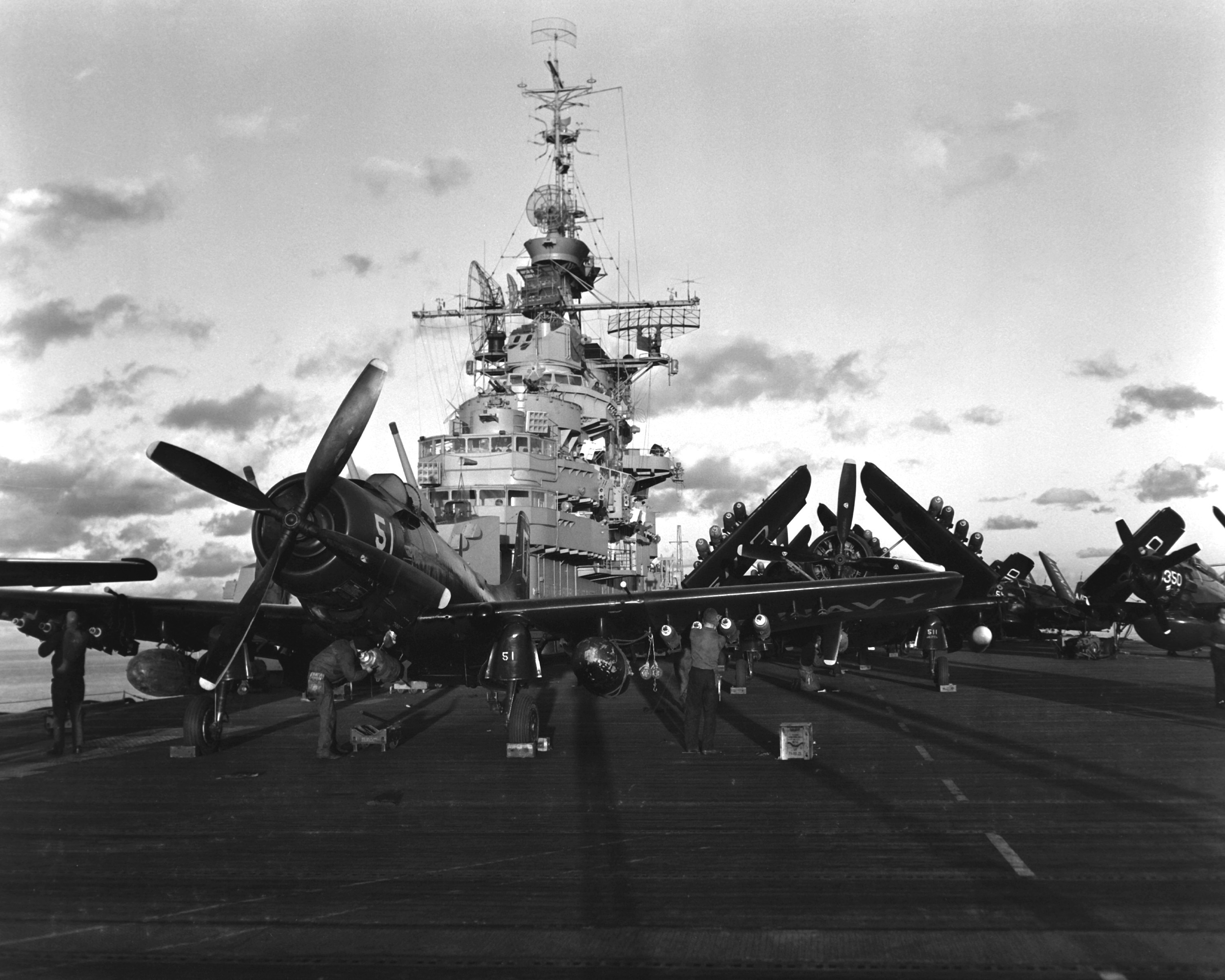
韓戰期間，好人理查號的艦員正為AD攻擊機掛載炸彈，預備當日的空襲任務。早前美軍放棄絞殺戰，將攻擊重心轉移到北韓的鐵路網絡，以切斷北韓及志願軍的補給線。攝於1951年11月10日。

返國後好人理查號在聖地牙哥度聖誕節及新年假期，然後到普吉灣海軍基地維修。維修後好人理查號留在近岸訓練，在1952年5月20日再次離開聖地牙哥，前往參與韓戰，並先後途經珍珠港及橫須賀。
6月21日，好人理查號離開橫須賀，在23日與艦隊會合，同行艦有拳師號、普林斯頓號及菲律賓海號。好人理查號甫加入艦隊，隨即參與海空軍及陸戰隊的聯合行動，攻擊水豐、豐山、赴戰及長津四地的水力發電廠，一共13座電站。空軍先派出84架F-86到鴨綠江邊境的米格走廊掩護，由海軍轟炸水豐。起初機隊攻擊時間訂於23日上午9時30分，後因天氣不佳而延遲至下午4時。下午2時，好人理查號等四艘航空母艦，先派出35架A-1及35架F9F前往水豐，稍後再派飛機攻擊其他地區；下午3時55分，海軍轟炸機接近水豐水庫，而在附近巡弋的F-86未有發現米格；下午4時，F9F先攻擊水庫四周的防空炮，A-1則緊隨其後攻擊電站，在兩分鐘內投下近90噸炸彈。緊接的是從大邱起飛的79架F-84及水原市的45架F-80，再次轟炸水庫。同時，航空母艦的102架F4U、18架A-1及18架F9F攻擊了赴戰及豐山；空軍52架P-51亦攻擊了赴戰；陸戰隊的78架A-1、F4U及F9F則攻擊了長津。24日上午，艦隊作第二日攻擊。好人理查號與普林斯頓號攻擊水豐；而拳師號與菲律賓海號則攻擊豐山；下午普林斯頓號派機隊攻擊豐山，而好人理查號及另外兩艘航空母艦則攻擊江原道各地的發電廠。兩日攻擊美軍一共摧毀11座電站，另外重創兩座，全部電站均因此無法運作，使北韓一夕之間損失了90%電力供應，並停電兩星期；而中國東北亦損失約23%電力。水庫攻擊後好人理查號在26日離開艦隊，於27日進入佐世保待命。
7月2日，好人理查號離開佐世保，在次日與艦隊會合。此時艦隊已將攻擊重心轉移至北韓的工業設施。好人理查號在3日再次攻擊赴戰的水力發電廠，偶爾亦攻擊北韓的鐵路系統及元山港口。11日，好人理查號與普林斯頓號分別派出45架及46架飛機，並聯同空軍、陸戰隊、澳洲空軍及英國航空母艦海洋號，攻擊北韓首都平壤。好人理查號與普林斯頓號負責攻擊平壤東南部的鐵路維修設施及工廠，而其他部隊則攻擊軍營、橋樑、倉庫及軍事總部等等重要據點。兩艦的機隊雖遭遇密集防空炮火，但仍成功摧毀目標設施。全日聯合國軍共派出1,254架次飛機進行攻擊，投下1,400噸炸彈及23,000加侖凝固汽油彈，並使平壤電台斷絕通訊兩日。接著好人理查號等繼續攻擊北韓各處的工業設施，又於27日聯摧毀了端川市的化學工廠。8月初好人理查號再次空襲北韓的水力發電廠，於8月4日前往橫須賀休整。
好人理查號前往橫須賀之際，拳師號在8月6日意外大火，造成多人死傷。由於拳師號要即時到船廠維修，好人理查號的休假即時終止，即時預備重返戰場。7日上午好人理查號抵達橫須賀，並稍作停留，在中午再次離開出征。9日好人理查號與艾塞克斯號會合，開始攻擊北韓的工業設施及鐵路網絡，偶爾亦為地面部隊提供密接支援。16日開始朝鮮半島天氣開始颱風海倫（Typhoon Karen）影響而轉差，阻礙艦隊飛機出勤。為此好人理查號在18日提早前往橫須賀休整及維修，在20日抵達。
9月2日，好人理查號離開橫須賀，在4日與艦隊會合。接著數日好人理查號分別空襲了元山及興南等地的補給設施，同時為第十軍團提供密接支援；9日好人理查號又摧毀了富寧郡的多座建築物。16日奇爾沙治號加入艦隊，並與好人理查號攻擊北韓多座工業設施。稍後艾塞克斯號因彈射器故障而要前往日本維修，好人理查號再次延長服役時間，到28日才離開艦隊，於30日進入橫須賀休整。10月1日，好人理查號重編為攻擊航母，舷號改為CVA-31。
10月10日，好人理查號再次離開橫須賀，在12日與艦隊會合。早前第七艦隊司令約瑟·克拉克（Joseph J. Clark）中將命艦隊開始改作切羅基攻擊（Cherokee Strikes）及密接支援；不過好人理查號未有即時參與，而是派飛機空襲元山東南面的Kojo，並為海上的戰艦引導炮火。美軍計畫派軍佯攻該地，以分散北韓及志願軍的兵力到海岸防守。14日美軍派出大批登陸艦佯為搶攤，然後半途撤退。16日行動結束，各艦恢復正常執勤；佯攻行動最終未有明顯效果。接著好人理查號進行切羅基攻擊，同時派飛機切斷北韓的鐵路，以及空襲元山等地。11月4日好人理查號前往橫須賀休整，在8日抵達。
11月21日，好人理查號離開橫須賀，前往會合艦隊，並在航行途中與空軍作聯合演習。24日好人理查號與艦隊會合。由於地面戰鬥日漸激烈，好人理查號進一步減少切斷鐵路次數，改為集中進行切羅基攻擊及密接支援。12月9日，好人理查號與其他航空母艦作聯合攻擊，艾塞克斯號先後空襲了慶源郡訓戎里（Hunyung-ri）的鐵路網及羅先市；好人理查號空襲了茂山郡的鋼鐵廠；而奧里斯卡尼號則空襲了惠山郡。18日好人理查號離開艦隊，前往橫須賀，並預備返國。1953年1月8日好人理查號返抵阿拉米達，結束第二次韓戰巡航。

## 現代化改建及太平洋艦隊

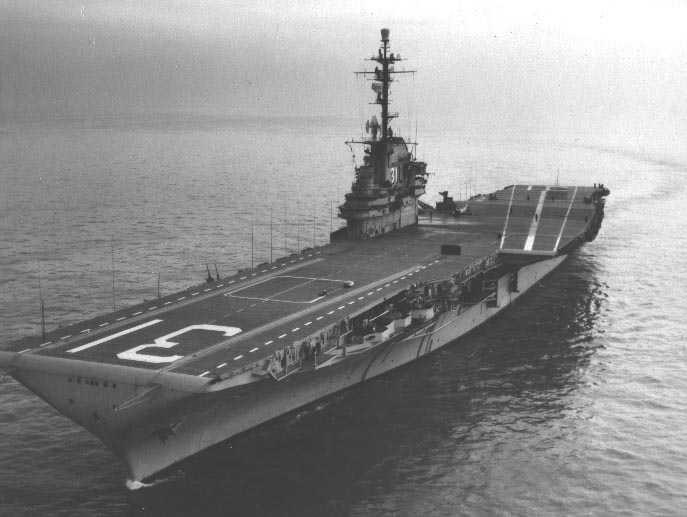
1955年9月15日，好人理查號的SCB-27C及SCB-125改建大致完成，正在三藩市近海試航。艦體新建的斜角飛行甲板、封閉艦艏及蒸汽彈射器均清晰可見。

返國後好人理查號預備退役，以進行SCB-27C現代化改建。5月15日，好人理查號在三藩市海軍船廠退役，並開始改建。改建途中，海軍命好人理查號同時進行SCB-125改建，增設斜角飛行甲板及封閉艦艏。1955年8月6日，好人理查號重新服役，而改建則在1955年10月31日正式完成。
改建後好人理查號留在近岸試航訓練。1956年8月16日，好人理查號前往西太平洋巡航，在1957年2月28日返抵聖地牙哥。
1957年7月12日，好人理查號再次前往西太平洋，並先後到訪珍珠港、橫須賀、神戶、岩國市、別府市、蘇比克灣及香港等地。巡航期間，好人理查號曾進入台灣海峽戒備，而蔣介石及宋美齡，副總統陳誠，國防部長俞大維，參謀總長王叔銘，參軍長黃杰，陸軍總司令彭孟緝，海軍總司令梁序昭，空軍總司令陳嘉尚，國防會議副秘書長蔣經國，副參謀長余伯泉，海軍副總司令黎玉璽，劉廣凱，海軍陸戰隊司令羅友倫在1957年11月11日曾登艦參觀。12月9日好人理查號返抵阿拉米達，並在稍後到普吉灣海軍基地維修。
維修後好人理查號在近岸訓練。11月1日，好人理查號前往西太平洋巡航，並先到日本海訓練；1958年2月，二戰海軍王牌飛行員大衛·麥坎貝爾（David McCampbell）出任好人理查號的艦長。好人理查號持續在西太平洋執勤，在6月19日返抵阿拉米達。
1959年11月21日，好人理查號再次前往西太平洋，並到日本海訓練；而麥坎貝爾在1960年2月調離好人理查號。3月好人理查號參與代號藍星行動（Operation Bluestar）演習，與台灣國軍進行大規模兩棲作戰演練，然後於26日到香港休整。接著好人理查號接受印度海軍邀請，橫過馬六甲海峽，到訪孟買。4月16日好人理查號離開孟買，於5月14日返抵阿拉迷達。
1961年4月26日，好人理查號離開聖地牙哥，再次前往西太平洋。由於越南內戰加劇，好人理查號未有到珍珠港訓練，而直接駛往蘇比克灣。稍後好人理查號在南中國海執勤，直到12月才返航美國，於12月13日返抵聖地牙哥。
1962年7月12日，好人理查號再次前往西太平洋，並分別在日本海、中國東海及南海等地演習，於1963年2月11日返抵聖地牙哥。接著好人理查號到普吉灣海軍基地維修，於7月30日返回聖地牙哥。
1964年1月28日，好人理查號離開聖地牙哥，前往西太平洋。在南海執勤後，好人理查號在4月進入印度洋，並先後到訪馬達加斯加、蒙巴薩及阿丁，在5月返回西太平洋。北部灣事件發生時，好人理查號正在蘇比克灣。

## 越戰

### 北部灣事件後
1964年8月2日及4日，北部灣事件發生。不久美國派提康德羅加號及星座號向北越進行「反擊」；而國會又通過東京灣決議案，授權美國總統林登·詹森出兵越南，而無須作正式宣戰。
此時好人理查號的西太平洋巡航即將完結，但鑑於越南局勢突趨緊張，海軍即時延長其巡航時間。8月31日，好人理查號抵達北越外海的航空母艦執勤點洋基站，預備作戰；但詹森一直未有授權海軍再作進攻，僅派飛機到南越、老撾及胡志明小道等地偵察，使北越有時間從中國運入39架米格-15及米格-17到福安市（Phúc Yên）。9月16日，驅逐艦摩頓號（USS Morton, DD-948）及愛德華號再次遭到不明海上艦隻「攻擊」；海軍及空軍向詹森請示，要求准許攻擊北越日益強化的空軍基地；然而詹森及國防部認為北越已「汲取教訓」，既未准許海空軍飛機攻擊，亦不批准登陸作戰。18日遊騎兵號亦抵達北部灣。由於美國遲遲未發動攻擊，海軍准許好人理查號返國休整。10月8日好人理查號離開洋基站，最終在11月21日返抵阿拉米達。

### 早期滾雷行動

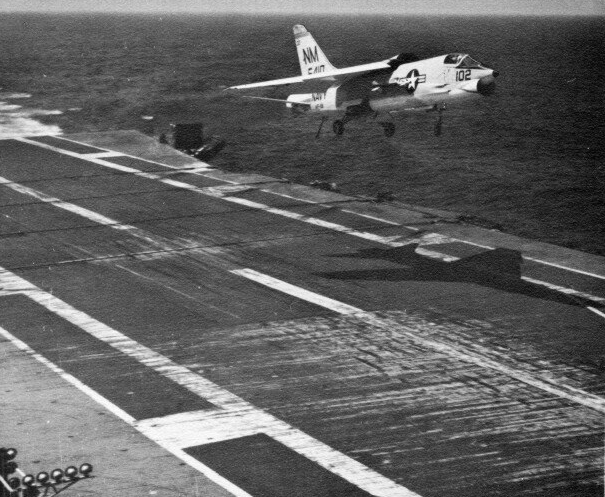
1961年，一架F8U在好人理查號降落失敗，而向斜角甲板方向加速抬升，以重新降落。韓戰以後，好人理查號曾六次前往西太平洋，但錯過了期間的多次冷戰危機，包括金門炮戰、大陳島撤退等等。不過到好人理查號第七次西太平洋巡航即將完結之際，北部灣事件發生，美國全面介入越戰。

返國後好人理查號留在近岸訓練。1965年4月21日，好人理查號離開阿拉米達，前往西太平洋參與越戰。稍後好人理查號與獨立號在夏威夷演習，然後前往蘇比克灣，在5月18日抵達。稍後好人理查號前往越南，在28日開始在越南外海執勤。
此時美軍的空中轟炸已逐步升級；年初開始的火飛鏢行動（Operation Flaming Dart）已升級至第一階段及第二階段的滾雷行動；針對老撾東南部胡志明小道的鋼虎行動（Operation Steel Tiger）亦在4月開始。好人理查號先到洋基站執勤，並派飛機參與各項空襲行動。不過所有攻擊目標必須經美國總統批准，前線美軍方可攻擊；再加上詹森在河內及海防兩地設下禁止攻擊區，使空襲效率極差。與此同時，北越的空軍及防空實力繼續增強。在蘇聯及中國協助下，北越開始在河內附近興建S-75防空飛彈陣地，並運送更多戰機到北越機場；然而詹森未有准許海軍及空軍攻擊該等目標，使海空軍只能為飛機增加電子干擾設備，作被動防禦。6月1日，好人理查號一架F-8戰鬥機更遭北越防空炮擊落。
稍後好人理查號轉往南越外海的迪西站執勤，空襲潛藏南越中央高地的越共軍隊，同時為美軍及南越部隊提供空中密接支援。6月30日，好人理查號一架F-8戰鬥機在南越境內被北越軍隊擊落，為海軍在南越遭擊落的首架飛機。7月2日好人理查號前往港口休整。
7月19日，好人理查號返抵越南外海作戰。24日空軍一架F-4被S-75防空飛彈擊落，為美軍在越戰遭飛彈擊落的首架飛機。這使詹森終於准許空軍攻擊河內數個指定的防空飛彈陣地，但效果卻極為惡劣。好人理查號留在迪西站執勤，掩護美國及南越的地面部隊，於8月10日再前往港口休整。次日中途島號一架A-4攻擊機遭S-75飛彈擊落，海軍隨即獲准攻擊飛彈陣地，並分別在12及13日空襲河內的防空飛彈陣地，卻遭防空炮擊落六架飛機，兼且未有摧毀任何地面防空飛彈。為此海軍嘗試改良作戰戰術，並將部分陸戰隊機隊轉移到航空母艦執勤，協助干擾北越的雷達設施；此等反防空飛彈作戰逐漸演變為鐵手行動（Operation Iron Hand）。
9月11日，好人理查號再次返回迪西站作戰。此時北越的防空火力繼續加強，到月底好人理查號一共有三架飛機遭北越軍隊的防空炮擊落。稍後好人理查號轉為到洋基站執勤，空襲老撾境內的胡志明小道，於9月30日前往蘇比克灣休整。
10月4日好人理查號返回越南外海作戰，並多次派飛機支援海軍陸戰隊進行刺匕首行動（Operation Dagger Thrust），搜索潛匿南越的越共游擊隊。
17日，獨立號摧毀了河內東北的一個防空飛彈陣地，為鐵手行動的首次成功。不過，美軍的反飛彈作戰仍未取得顯著成效，27日好人理查號一架F-8戰鬥機在北越遭防空飛彈擊落，機師被俘。28日好人理查號前往香港休整。
11月14日，好人理查號回到越南外海執勤，繼續進行各項轟炸任務，偶爾為南越的地面部隊提供空中支援。北越的防空火力持續威脅美軍飛機的出勤。11月到12月，好人理查號再有五架飛機遭防空炮擊毀。12月16日好人理查號離開越南，途經蘇比克灣、香港及橫須賀，於1966年1月13日返抵阿拉米達。

### 第五階段滾雷行動與空戰

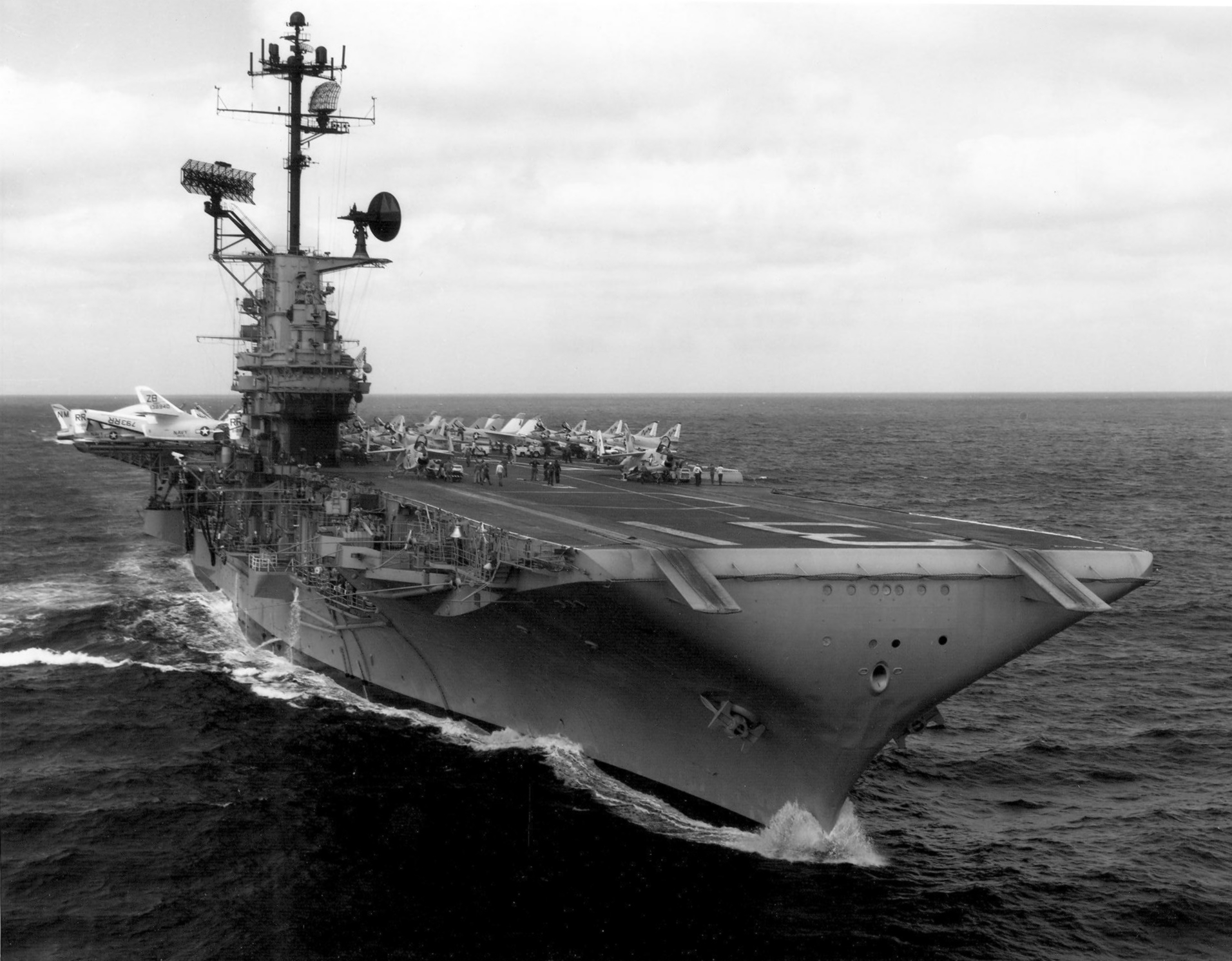
1964年11月2日，好人理查號正在越南外海巡航。其時北部灣事件已發生五個月，但美軍遲遲未有轟炸北越，令北越得以有充分時間部署密集的防空炮及飛彈陣地。

返國後好人理查號於26日進入長灘海軍船廠翻修，同時改善多項艦上設施。9月好人理查號完成維修，返回母港聖地牙哥；但在航行之際，好人理查號一個引擎故障損毀，迫使好人理查號在10月10日再次進入長灘維修。為使好人理查號可盡快恢復執勤，海軍把即將除籍的碉堡山號引擎拆除，替換到好人理查號。11月2日好人理查號完成所有維修，並搭載第21航空聯隊，開始在近岸訓練。
1967年1月26日，好人理查號離開阿拉米達，再次前往越南作戰。稍後好人理查號途經珍珠港及蘇比克灣等地，在2月26日開始在洋基站執勤。
早前2月14日，美軍開始第五階段滾雷行動，增加多個攻擊目標，並獲詹森准許空襲太原市鋼鐵工廠。海軍開始在北越河流佈置水雷，同時獲准切斷北越部分指定的公路及運輸系統，以逐步孤立河內及海防；但1964年兩地設下的禁止攻擊帶，則仍舊保留，故兩地許多目標仍未受到攻擊。好人理查號開始加緊攻擊北越的補給線，其A-4攻擊機更在3月11日率先使用了AGM-62電視制導飛彈，先後攻擊了Phu Dien Chau大橋（位處演州縣）及Sam Son（一作Sam Lon）的軍營。次日好人理查號的機隊以新式飛彈攻擊清化大橋，但飛彈的攻擊力本身較弱，故此大橋損傷甚微。21日好人理查號前往佐世保休整，在26日抵達。稍後好人理查號又分別到橫須賀、香港及蘇比克灣休假。
4月18日，好人理查號返回洋基站執勤。此時海軍加緊攻擊北越的工業設施，以及北越境內的補給線。北越的空軍進一步威脅美軍出勤；25日好人理查號一架A-4攻擊機被米格機擊落。不過好人理查號的機隊在數日後向北越還以顏色；5月1日好人理查號一架F-8E戰鬥機及A-4攻擊機各自擊落一架米格-17，其中A-4攻擊機更是以蘇尼火箭（Zuni Rocket）擊落米格機，成為海軍一時佳話。7日好人理查號前往蘇比克灣休整，在9日抵達。
5月15日，好人理查號再返抵洋基站作戰，並在19日再次派飛機使用AGM-62飛彈，攻擊河內的火力發電廠。在小鷹號機隊的掩護下，好人理查號的攻擊機隊摧毀了火力發電廠的多處設施，大幅削弱發電廠的輸出功率；而發電廠附近的防空炮及飛彈則擊毀了好人理查號兩架飛機。當好人理查號的機隊返航之際，北越的米格-17從後，並與好人理查號的機隊爆發激戰。好人理查號一共擊落北越四架米格-17，而自身則沒有損傷。稍後好人理查號繼續空襲北越多處的工業及補給設施，而北越的防空火力則繼續增強，由5月到6月中，好人理查號一共有12架飛機被防空炮或防空飛彈擊落。5月23日，詹森重申河內市中心10哩範圍為禁止攻擊帶。6月18日好人理查號再前往蘇比克灣休整，於20日抵達。
6月28日，好人理查號回到洋基站作戰。由於美軍無法空襲河內市中心，海軍轉為加倍切斷連接河內以外的補給路線。好人理查號繼續進行各項轟炸任務，於7月30日離開越南，並預備返國。8月25日好人理查號返抵阿拉米達。

### 春節攻勢

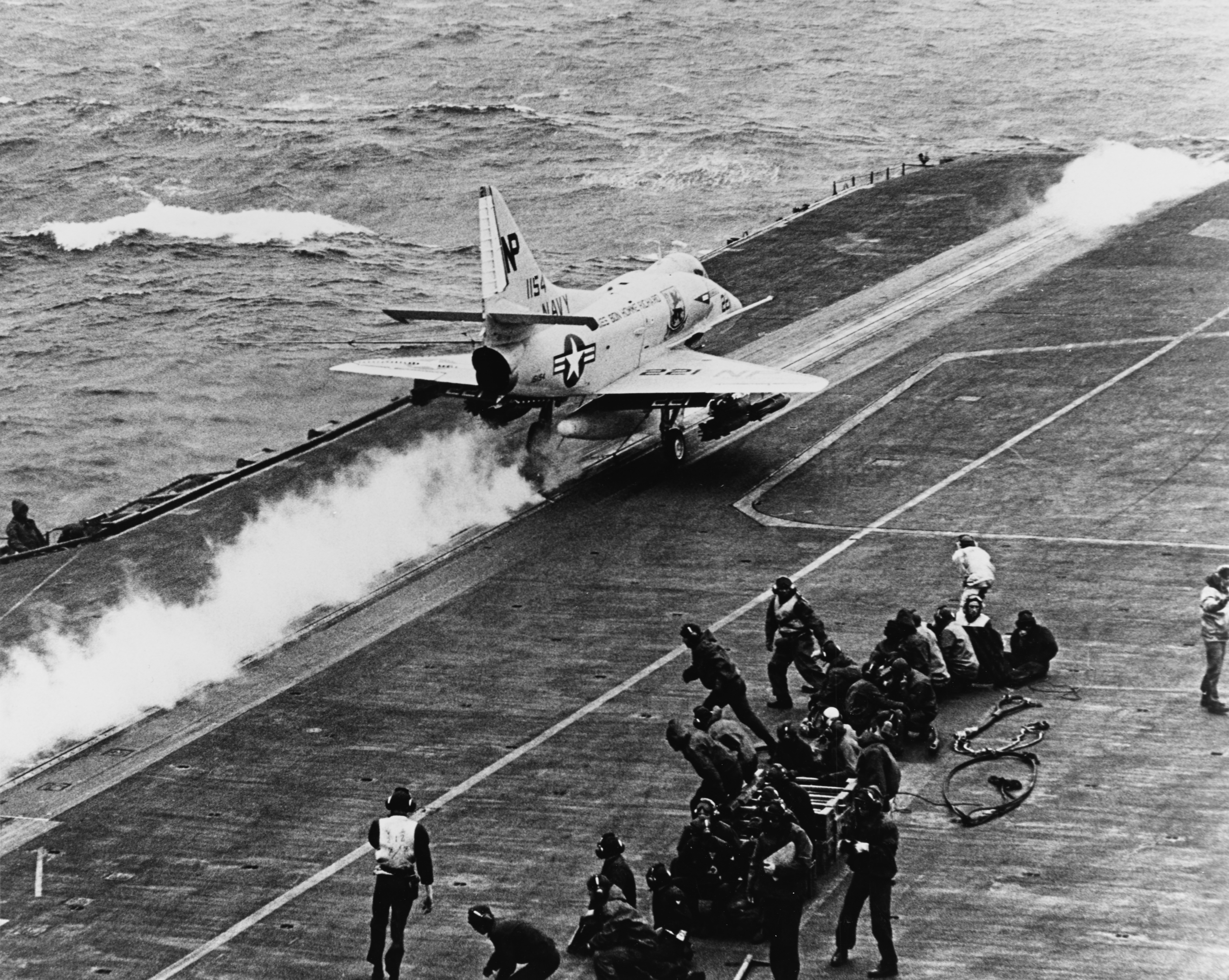
1967年3月，一架隸屬第212攻擊機小隊（VA-212）的A-4攻擊機從好人理查號彈射起飛。當月VA-212率先使用了AGM-62電視制導飛彈，攻擊北越多座工業及運輸設施；而艦上另一支攻擊機小隊（VA-76），更在5月以蘇尼空對地火箭，擊落一架米格噴射機，成為海軍一時佳話。

返國後好人理查號改為搭載第五航空聯隊，並留在近岸訓練。1968年1月27日，好人理查號再次前往西太平洋，先前往蘇比克灣。29日，美軍開始維期三日的越南春節停火令。但當日北越放棄游擊戰，發動大規模的春節攻勢，試圖一舉攻陷南越。海軍即時中止小鷹號的休假；並延長珊瑚海號的服役時間，同時大幅增加各航空母艦的出擊數，以攻擊北越軍隊。
由於形勢急轉直下，好人理查號在2月於蘇比克灣稍作停留後，在21日開始在洋基站作戰。不過在美軍猛烈轟炸下，此時北越攻勢已開始崩潰；到2月26日，詹森更批准美軍攻擊河內港口。不久由於季候風轉趨強烈，使天氣惡劣，迫使美軍減少飛機出擊數，美越雙方再次談判停火。3月25日好人理查號離開越南，在27日進入蘇比克灣休整。
4月7日，好人理查號返回洋基站執勤。早前詹森宣佈不再連任總統，並於3月31日命海空軍停止攻擊北緯20度以北的北越目標，僅可攻擊北越於南越的進攻部隊；到4月3日詹森更將禁止攻擊帶南移至北緯19度。這使好人理查號等航空母艦的出擊數隨即大減，僅恢復鋼虎行動，攻擊老撾的胡志明小道補給線；同時攻擊榮市的燃油設施及機庫。稍後好人理查號等集中攻擊北越往南的補給線，以阻止北越再作進攻。4月21日好人理查號再次離開越南，於24日進入佐世保休整。
5月10日，好人理查號返回洋基站作戰，並繼續攻擊胡志明小道及北緯19度以南的北越軍隊，以迫使其撤出南越。好人理查號持續執勤至5月30日，然後前往蘇比克灣休整。6月5日北越要求美國無條件停止轟炸；而6日好人理查號則抵達新加坡，並休假數日。
6月15日，好人理查號返回洋基站作戰。由於北越與美國談判進度不佳，美軍繼續空襲胡志明小道及多處的北越地面部隊。6月26日，好人理查號一架F-8戰鬥機擊落了一架米格-21戰鬥機。7月6日好人理查號再前往蘇比克灣休整，於8日抵達。
7月23日，好人理查號返抵越南外海，繼續進行各項轟炸任務，其機隊分別於29日及8月1日擊落一架米格機。8月17日好人理查號再次前往蘇比克灣休整。
8月28日好人理查號在洋基站恢復作戰，並如常進行各項轟炸。由於好人理查號等長期沒有派飛機到北緯19度以北作戰，故此鮮有飛機被北越防空炮擊落。9月13日好人理查號離開越南，前往橫須賀休整，並預備返國。10月10日好人理查號返抵阿拉米達。11月1日，詹森停止對北越所有轟炸，並中止滾雷行動；而李察·尼克遜在6日勝出總統選舉。

### 越南化時期的兩次巡航

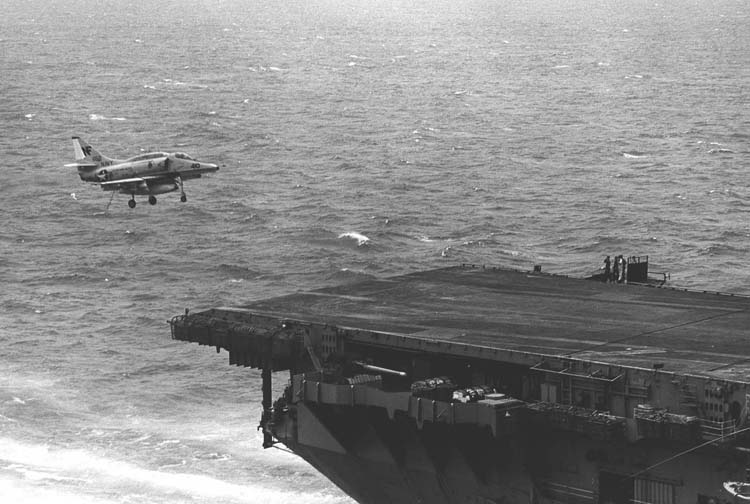
1970年，一架A-4攻擊機正在好人理查號降落。其時美國推行越南化政策，從越南撤軍；好人理查號的出擊數因此大減，並將作戰重心轉移至北越境外的目標。次年好人理查號從海軍退役。

1969年3月18日，好人理查號離開阿拉米達，再次前往西太平洋，並先後到訪橫須賀及蘇比克灣。4月15日，北韓擊落美軍一架EC-121偵察機，造成31名美軍死亡，朝鮮半島局勢又再緊張；美國隨即派艦隊到北韓海面示威。不過好人理查號未有隨同出發，而是前往洋基站，在5月17日開始執勤。
在越南化政策下，美軍逐步撤出越南，並將防務轉交南越軍隊負責。故此好人理查號的出擊數大減，並轉為執行橫滾及鋼虎行動，將目標轉移到老撾的胡志明小道，同時派飛機到北越攝影偵察，執行藍樹偵察任務（Blue Tree reconnaissance missions）。稍後好人理查號先後到佐世保、橫須賀及香港等地休假，並曾在日本海附近戒備，在10月29日返抵阿拉米達。
返國後好人理查號留在近岸訓練。1970年4月2日，好人理查號離開阿拉米達，作最後一次西太平洋巡航。5月2日好人理查號開始斷續在洋基站執勤。美軍此時進一步撤出越南；在此相對和平的環境下，好人理查號在整次巡航均沒有飛機被北越擊落，只有兩架飛機因意外損毀。巡航期間，好人理查號先後到訪蘇比克灣、香港、橫須賀及新加坡等地，在11月12日返抵阿拉米達。接著海軍預備將好人理查號退役。

## 結局與榮譽
1971年7月2日，好人理查號在聖地牙哥退役，開始在後備艦隊封存。1981年，罗纳德·里根當選美國總統後，曾打算復修好人理查號及奧里斯卡尼號，以擴充海軍，但因計畫成本過高，兼且不切實際，最終提案遭到國會否決。封存多年後，好人理查號最終在1989年9月20日除籍，並在1992年4月10日出售拆解。
好人理查號在服役時期共獲頒一次美國總統部隊嘉許勳表、兩次海軍部隊嘉許勳表及兩次海軍部隊嘉許獎；並分別在二戰獲得一枚戰鬥之星、韓戰五枚戰鬥之星；及越戰11枚戰鬥之星。全部榮譽見下表：
|             |                                         |             |
| Bronze star | Bronze star                             |             |
|             | Bronze star                             |             |
|             | Bronze star                             | Silver star |
| Bronze star | Silver star · Silver star · Bronze star |             |
|             |                                         |             |

|                                             | 美國總統部隊嘉許勳表          |                               |
| 海軍部隊嘉許勳表： 兩次                     | 海軍部隊嘉許獎： 兩次         | 中國服役獎章： （延長）       |
| 美國戰役獎章                                | 太平洋戰爭獎章： 一枚戰鬥之星 | 第二次世界大戰勝利獎章        |
| 海軍佔領服役獎章： （「亞洲（Asia）」橫扣） | 國防部服役獎章： 兩枚         | 韓國服役獎章： 五枚戰鬥之星   |
| 武裝部隊遠征獎章： 兩枚                     | 越南服役獎章： 11枚戰鬥之星   | 棕櫚葉越南英勇十字部隊嘉許    |
| 聯合國韓國服役獎章                          | 越南共和國戰役獎章            | 六二五事變從軍獎章： （追授） |